# تعارض الحال
تعارض الحال هو صفة لحالة الفرد حينما تكون مواقعه الاجتماعية تحمل تأثيرات إيجابية وسلبية على حالته الاجتماعية. فعلى سبيل المثال قد يكون لخريج جامعي القدرة والمهارة والمعرفة اللازمة في مجال ما ويكون موقعه في المؤسسة التي يعمل لديها جيدًا إلا أن دخله يكون على غير ذلك.
من يدافعون عن هذه الفكرة يقترحون أن تعارض الحال يحمل في طياته نشاطًا اجتماعيًا لا يكون متوقعًا في النظرة العمودية للحالة الاجتماعية فقط (في مفردات الإحصاء يعرف هذا بالتأثير التفاعلي). قدم هذه الفكرة غيرهارد لينسكي في الخمسينات من القرن المنصرم، وظلت الفكرة محل جدل ولم تكن فيها تجارب وملاحظات تؤكدها. أحد الأسئلة التي لم تلقى جوابًا بعد هو حقيقة شعور من يصف علماء الاجتماع حالهم بما وصفوا؟ (هل سيكون الموظف الماهر الذي يحصل على القليل من المال منزعجًا من حاله حقًا؟) بلوكر وريديسل (1978م) قاما بتوظيف عدة طرق إحصائية ولم يجدا أي علاقة بين تعارض الحال الموضوعي والجدلي، ولا بين التأثيرات المتعلقة بالتصرفات المفترضة التي كانت مستقلة عن الحال الاجتماعية عمودية.

## وصف عام
لكل المجتمعات أساس معين للطبقية الاجتماعية، والمجتمعات الصناعية لها عدة مزايا وأبعاد قد يكون فيها التسلسل الطبقي العمودي يد في طبقيتها الاجتماعية. تعبير التعارض الاجتماعي سهل: فهو يعرف على أنه الوقوق على عدة مواقع عمودية في تسلسلين (Heirarchy) أو أكثر. تعقيد وديناميكية المجتمعات الحديثة تدفع نحو التنقل الاجتماعي وظهور أناس ذو مناصب اجتماعية في هذا الخليط المتعارض من حال المجتمع. يحقق علماء الاجتماع في أمور تعارض الحال حتى يفهوا أكثر الحالة الاجتماعية والطبقية فيها، فبعضهم يؤمن بأن للتعارض في الحال تأثيرًا كبيرًا على عادات الناس. من هذا يلجأ الناس إلى التفاعل مع هذا التعارض المتناقض بأن يغيروا عاداتهم وتعاملهم الاجتماعي ليصححوا التعارض الموجود. في الخمسين عامًا المنقضية، حقق العلماء وتناظروا في المكان والزمان والكيفية والدرجة التي قد يؤثر بها تعارض الحال في النشاط الاجتمعاعي.
جل الاهتمام انصب على تعارض الحال بين الحالة المادية والوضع الاجتماعي والاحترام المتلقى، والذي يبرز في التعليم والوظيفة والعرق. اقترح غيتشوينر (بالإنجليزية: Geschwender)‏ عام 1967م وآخرون أن تعادل الاستثمار (التعليم مثلاً) والثواب (الدخل مثلاً) يكون أساس أي تأثير لتعارض الحال.

## النظرية وتطورها
نظم ماكس ويبر (بالإنجليزية: Max Weber)‏ ثلاثة أبعاد كبرى للطبقية في حديثه عن الطبقات الاجتماعية والقوة والمكانة. يعطي هذا الإطار أفكارًا مساعدة في الحديث عن تعارض الحال. أصحاب نظرية تعارض الحال يتوقعون أن من حالهم متعارض أو مرتفع في جانب على غير الجوانب الأخرى يكونون محبطين وعلى غير رضى مقارنة بمن هم في توافق في جوانبهم الاجتماعية المختلفة. كان غيرهارد لينسكي أحد أكبر المؤيدين لهذه النظرية. لقد ناظر بأنه إن كان للناس جانب اجتماعيٌ أعلى من الجوانب الأخرى فإنهم سيصرون وعلى وضعهم الأعلى، في حين سيراهم الآخرون في جوانبهم المنخفضة وهذا سيؤدي بدوره إلى صراع.
توقع لينسكي في البداية أن من يعانون من تعارض الحال يفضلون الحركات السياسية والأحزاب المتوجهة ضد المجموعات الأعلى رتبة اجتماعيًا، وقال أن تعارض الحال يوضح بشكل أكبر ظاهرة كون المجموعات الغنية القليلة غالبًا ليبرالية على غير المحافَظة المتوقعة. في الخمسينيات والستينيات من القرن المنصرم كان اليهود الأمريكيون مثالاً قويًا على ذلك: فقد كانوا لبراليين، وأفضل تعليمًا، وأكثر غنى من المتوسط، إلا أنهم كانوا يعانون التمييز صعب الملاجظة وآخر غير ذلك.

## مشكلات بازرة
مع أن فكرة تعارض الحال معروفة، إلا أنها لا تخلوا من المعارضة، وبعض الأسئلة التي لم تلقى جوابًا مسرودة هنا:
- هل يمكن قياس مدى تعارض الحال بعناصر مستقلة عن تلك الأبعاد التي تصف الطبقية العمودية؟
- هل يمكن أن يُتحقق من النفسية الاجتماعية المفترضة (كأن يشعر المرء بأنه لم يعطى حقة من الثواب) وهي التي يؤثر فيها تعارض الحال؟
- هل تتفق القياسات التجريبية، وهل يمكن الحصول عليها خارج الإطار الضيق للسياسة الأمريكية؟